# All Stars (Martin Solveig)
All Stars is een nummer van de Franse dj Martin Solveig uit 2017, ingezongen door de Finse zangeres Alma.
Het zomerse dancenummer werd een hit in diverse Europese landen. Het bereikte de 11e positie in zowel Solveigs thuisland Frankrijk als in de Vlaamse Ultratop 50. In Nederland wist het nummer geen hitlijsten te bereiken.